# Mobile Datenerfassung

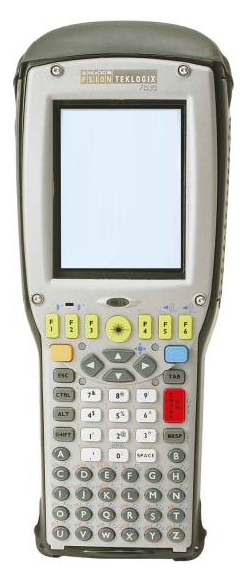
Datenerfassungsgerät

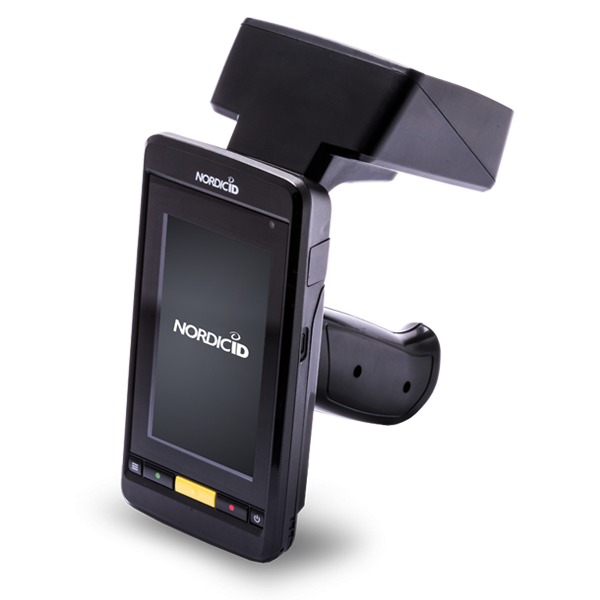
1 Watt UHF RFID Handlesegerät mit adaptive cross dipole Antenne und 2D Barcode imager

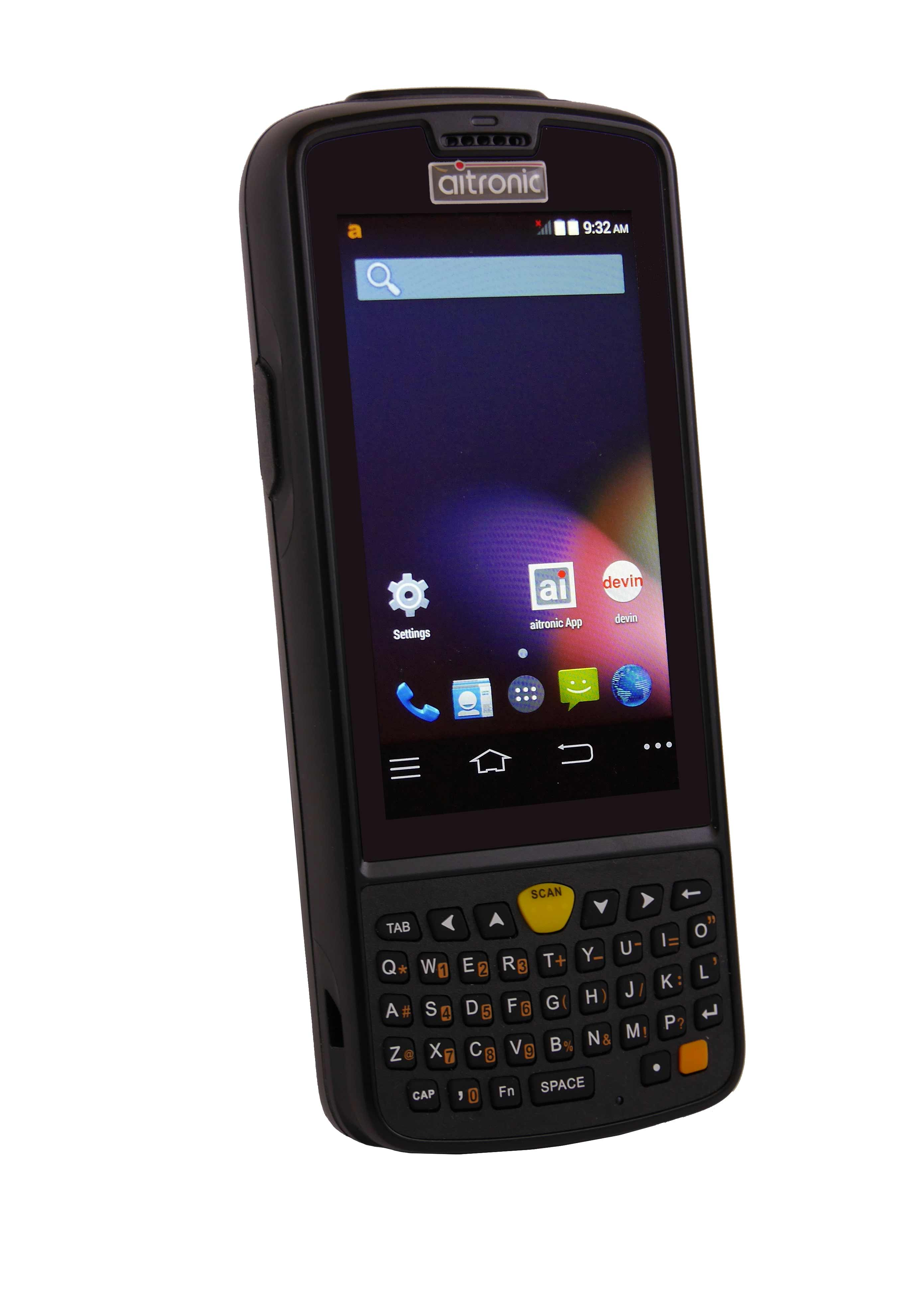
Android-5.1-MDE-Gerät mit LTE

Mobile Datenerfassung (MDE) bezeichnet ein Konzept, das es ermöglicht, abseits von einem stationären Computerarbeitsplatz Daten zu erfassen. Die mobile Datenerfassung findet beispielsweise in Industrie-, Produktions- und Handelsunternehmen Verwendung. 

## Definition

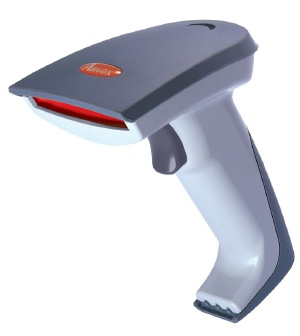
Barcodelesegerät

Mit Hilfe mobiler Datenerfassung werden prozessrelevante Daten ortsungebunden erfasst und zur Verfügung gestellt. Diese Daten stammen aus einem Backend-System, z. B. einem ERP- oder einem Warenwirtschaftssystem, seltener auch aus einem CRM-System. Die Daten werden mit Hilfe mobiler Endgeräte angezeigt und erfasst. Je nach Zweck können Lösungen mit verschiedenen Datenerfassungsgeräten, wie etwa einem Barcodescanner ausgestattet sein oder auf RFID-Technik zurückgreifen. Dadurch werden Geschäftsprozesse dahingehend optimiert, dass Zeiten für Informationsgewinnung und -erfassung eingespart werden.

## Einsatzbereiche
Mobile Lösungen können für verschiedenste Prozesse eingesetzt werden. Im industriellen Bereich kann es sich dabei beispielsweise um Prozesse im Lager und der Produktion handeln, aber auch um Einsatzgebiete „außer Haus“ wie beispielsweise Vertriebs- oder Service-Außendienst oder im Bereich Auslieferung. Im Handel unterstützten Barcodelesegeräte und PDAs insbesondere die Bereiche Wareneinlagerung, Warenauslagerung und Inventur sowie die chaotische Lagerhaltung. MDE-Geräte ermöglichen es, Artikel ohne lange Laufwege an einen beliebigen freien Lagerplatz zu legen, Artikel und Lagerort abzuscannen und die Zuordnung im System zu speichern. So lässt sich das Lager besonders effizient nutzen, da jeder Lagerplatz für jeden Artikel genutzt werden kann. Prinzipiell sind für einen Einsatz der Mobilen Datenerfassung alle Prozesse theoretisch denkbar, bei der sich starke Vorteile daraus ergeben, dass Mitarbeiter ortsungebunden auf die Daten eines Systems zugreifen können. So gibt es inzwischen beispielsweise auch mobile Lösungen für Pflegedienste und Kliniken. Dabei greifen die Pflegekräfte auf die Daten aus einem Krankenhausinformationssystem via Laptop oder PDA zu.

## Vorteile
- Wegfall doppelter Datenerfassung
- Wegfall von Medienbrüchen
- Vermeidung von Leerfahrten
- Vermeidung nicht notwendiger Laufwege
- Vermeidung von „Umwegen“ (durch wegeoptimierte Benutzerführung)
- Wegfall von Übertragungsfehlern
- Plausibilitätsprüfung bei Eingabe
- Stets aktuelle Datenbasis
- Steigerung der Prozesseffizienz
- Aufdeckung von Einsparpotentialen

## Auftragsvergabe
Je nach Prozessmodell sind zwei Konzepte der Auftragsvergabe möglich:
- Beim Push-Verfahren werden die Aufträge automatisch auf die Endgeräte übertragen und der User mit der Durchführung beauftragt. So können neue Aufträge mit besonderer Dringlichkeit einem entsprechenden Mitarbeiter zugewiesen werden. Ein Beispiel ist der Außendiensteinsatz von Servicetechnikern: Meldet ein Kunde einen Servicefall, der sofort bearbeitet werden muss, so können die Mitarbeiter im Innendienst einem Mitarbeiter im Außendienst, der sich in der Nähe des Kunden befindet und die entsprechenden Ersatzteile und das notwendige Know-how hat mit diesem Fall beauftragen. Der Kunde wird dann automatisch in die wegeoptimierte Route des Technikers eingeplant.
- Beim Pull-Verfahren holt sich der Mitarbeiter die Aufträge selbstständig aus dem System. Sobald er einen Auftrag abgeschlossen hat meldet er dies mit seinem mobilen Gerät zurück und erhält einen neuen Auftrag. Dies ist beispielsweise für Kommissionierungen sinnvoll: Im ERP- oder Lagerverwaltungs-System steht eine Übersicht der aktuell zu erledigenden Kommissionen hinterlegt, die es abzuarbeiten gilt. Diese werden dann nach Priorität an Mitarbeiter übergeben, sobald sie ihre letzte Kommissionierung abgeschlossen haben.

Über den Einsatz von Web-Technologien sind die Geräte in jedes weitere Prozessmodell integrierbar – ob über eine native app, progressive web app oder eine Website.

## Technologien
Je nachdem, wie aktuell die Daten sein müssen, kann eine mobile Lösung auf Online- oder Offline-Technik zurückgreifen. Bei der Offline-Datenübertragung werden die relevanten Daten regelmäßig aus dem Backend-System auf das mobile Gerät übertragen und dort gespeichert. Neu erfasste Daten werden ebenfalls auf dem Gerät gespeichert, bis eine Verbindung mit dem Backend-System hergestellt wird. Die Daten selbst werden meist dann übertragen, wenn das Gerät an eine Station angeschlossen wird (Batch-Lösung).
Die Online-Technik setzt auf einen permanenten Datenaustausch via WLAN, GSM-Netz oder ähnlichem. So ist immer gewährleistet, dass im Backend-System und auch auf dem mobilen Endgerät die aktuellen Daten zur Verfügung stehen. Bei einem Einsatz der Online-Technik ist auf eine optimale Netzabdeckung zu achten. Im eigenen Haus stellt dies in der Regel kein Problem dar. Mit Hilfe einer Funkausleuchtung wird ein WLAN bereitgestellt.
Im Außendiensteinsatz kann eine Mischung aus Online- und Offline-Technik zurückgegriffen werden, wenn eine dauerhafte Funkverbindung nicht möglich ist. Dann werden die Daten so lange auf dem mobilen Gerät zwischengespeichert, bis wieder eine Verbindung aufgebaut werden kann. Die Datenübertragung kann dann per Batch (Übertragungsstation) oder per WLAN erfolgen.

## Hardware
Genau wie die Einsatzgebiete für mobile Datenerfassung sind auch die möglichen mobilen Endgeräte vielfältig. Neben PDAs können beispielsweise Staplerterminals, Tablet-PCs, mobile Terminals, Smartphones und andere eingesetzt werden, teilweise mit einem Scanaufsatz. Als Betriebssysteme können so neben dem noch verbreiteten Windows Mobile auch Android, Windows Phone und iOS eingesetzt werden.
Ein aktuelles, speziell für solche Geräte entwickeltes Betriebssystem ist z. B. Windows 8.1 Embedded Handheld – das Produkt ist aber bereits abgekündigt, auch der Nachfolger wird nicht weiter entwickelt. Aus diesem Grund wenden sich die meisten Hersteller seit Ende 2018 Android als Betriebssystem zu.
Aufgrund der unterschiedlichen Anforderungen, die von Einsatzort und Prozess abhängen, gibt es ein breites Angebot. Neben „normalen“ industrietauglichen PDAs bieten die Hardwareproduzenten auch Ex-geschützte Geräte an, Hardware für besondere Temperaturanforderungen (z. B. in Kühlkammern), Endgeräte für den Einsatz in Kliniken und so weiter.
Übliche Begriffe für die eingesetzte Hardware sind Handheld Computer, Mobilcomputer, Retail handheld device oder Industrial handheld device. 
Seit einiger Zeit werden vermehrt Smartphones als Eingabeterminals beworben. Diese sind jedoch in den meisten Fällen durch die geringe mechanische Schutzklasse und das ungenügende Powermanagement nicht dauerhaft geeignet. Auch die Handykamera als Barcodescanner ist aktuell noch ungeeignet, da der langsame Fokus keine effiziente Barcodeerfassung zulässt.